# قضية جنائية (لعبة فيديو)
قضية جنائية (لعبة فيديو) 

## معلومات عن اللعبة
قضية جنائية (بالإنجليزية:Criminal Case) هي لعبة فيديو طورتها شركة بريتي سيمبل الفرنسية، وقد صممت في بادئ الأمر كلعبة تلعب علي منصة فلاش بلاير لكنها الآن امتدت لتشمل أنظمة الأندرويد والآي أو إس وأيضا منصة فيسبوك (اللعبة بجميع مواسمها متاحة مجانا علي متجر غوغل بلاي ومتجر أمازون) ومتوفرة بعدة لغات كالانجليزية والصينية والفرنسية والأسبانية وغيرها (تتوقف لغة اللعبة علي لغة الجهاز)، وهي من الألعاب التي تعتمد علي ايجاد الأشياء المخفية. تعتمد اللعبة علي وجود جرائم قتل، فيذهب اللاعب لاستكشاف مسارح الجريمة، ايجاد الأدلة وفحصها، تحليلها في المعمل، سؤال الشهود والمشتبهين، ثم الإمساك بالقاتل. أصبحت اللعبة من أكثر الألعاب انتشارا علي فيسبوك حتي أصبح تنافس كاندي كراش ساجا في عدد اللاعبين، فقد حصلت في مدة قصيرة علي أكثر من 10 ملايين لاعب نشط شهريا، وتخطت الآن حاجز ال100 مليون لاعب، في سنة 2017 قامت الشركة المطورة باصدار تطبيقات منفردة للعبة علي آب ستور وغوغل ستور ومتجر بلاي مع بعض التحديثات على لعبة الفيسبوك.

## كيفية اللعب
لعبة قضية جنائية من ألعاب البطل الصامت حيث يختار اللاعب صورته لكنه يظهر في كلام الشخصيات الأخرى لكن لا يتكلم.وتحتوي كل جريمة (ماعدا التمهيديين)علي 6مسارح للجريمة و3 مستويات اضافية، يتم لعب المسرح مرة أو مرتين حسب مايطلب منك لايجاد الأدلة، ثم عدة مرات بعد ذلك لجني النجوم (ضرورية لفحص الأدلة وعمل المهمات) والعملات الافتراضية ونقاط الخبرة، وهكذا مع المستويات الاضافية (لكنها خالية من الأدلة)، ودخول كل مسرح جريمة مرة واحدة يستهلك قيمة 20 من شريط الطاقة، ويمتلئ تلقائيا بمقدار 1 طاقة كل 2 دقيقة (يمكن تخطي الوقت)، كذلك وقت التحليل يستغرق من 1 ساعة كحد أدني الي 18 ساعة كحد أقصي (ويمكن تخطي الوقت أيضا).

## قضية جنائية: الموسم الأول
تبدأ اللعبة بوصول المحقق المبتدئ (اللاعب) الي مدينة "grimsborogh" الخيالية ويتم تعيينه كمحقق جديد في قسم شرطة البلدة، والتي تختصر في بعض الأحيان بي "grimsborogh PD" ويرافقه في التحقيقات طوال هذا الموسم شخصيات: ديفيد جونز كمحقق، جريس ديلاني كأخصائية تحاليل، ناثان بانديت كطبيب شرعي، إدواردو راميريز كضابط ميدان، ألكس تارنر كخبير تقنيات، وصمويل كينج كرئيس قسم الشرطة، ويقوم اللاعب مع هذا الفريق بحل سلسلة من جرائم القتل (عددها 56 في هذا الموسم) عبر المدينة التي تنقسم الي 6 مناطق أو دوائر لكل منها حكاية تركز عليها (يتم التحقيق في حكاية كل منطقة في كل قضية بعد الإمساك بالقاتل فيما يسمي التحقيق الإضافي)، ويركز هذا الموسم في مجمله («مجمله» تعني الحكاية الرئيسية التي هي في الغالب حكاية المنطقة الأخيرة.) عن جمعية سرية يطلق عليها «الأخوية القرمزية» تأسست في القرن السابع عشر وتسعى للسيطرة علي المدينة والعالم من خلال قتل من يكتشفهم ومن خلال الذهب الذي جمعوه علي مدي قرون.بعد انهاء القضية الأخيرة 56 والقضاء علي الجمعية والقبض علي زعيمهم تصل رسالة من قسم شرطة في بلدة أخرى يطلبون فيها محققين
ذوي خبرة ومهارة (مثل اللاعب، الذي أصبح الآن رئيس مؤقت لقسم الشرطة بعد انتحار صمويل كينج في قضية سابقة) فيوافق اللاعب ويستلم جونز بدلا منه كرئيس مؤقت، ثم يقوم الفريق بوداع اللاعب ثم ينتقل الي الموسم الثاني.

## الموسم الثاني: خليج المحيط الهادئ
بعد وصول اللاعب الي مدينة ساحل الباسيفيكي الخيالية بناء علي طلب قسم شرطة المدينة يتم تعيينه كمحقق في قسم الشرطة ويرافقه في التحقيقات طوال هذا الموسم إيمي يونج وفرانك نايت كمحققين، روكسي سباركس كطبيبة شرعية، هانا شوي كخبيرة تقنيات، راسل كران كمحلل جنائي (خبير لعلم نفس الجريمة)، يان توسسيانت كأخصائي تحاليل، إدواردو راميريز (من الموسم الأول)كمخبر متخصص، وأندريا ماركيز كرئيسة قسم الشرطة.يقوم اللاعب مع هذا الفريق بحل سلسلة من جرائم القتل (عددها 59 في هذا الموسم)عبر المدينة التي تنقسم الي 10 مناطق أو دوائر لكل منها حكاية تركز عليها (لكنها مختلفة عن الموسم الأول ويتم التحقيق فيها بعد الإمساك بالقاتل أيضا)، ويركز هذا الموسم في مجمله عن عالم مجنون تمكن منذ أربعين سنة أو أكثر من تحويل عقله الي سوبر كمبيوتر يتحكم بأكبر شركة تقنيات في العالم، واستطاع بناء واقع افتراضي داخله، ويريد تدمير المدينة بقنابل البلوتونيوم (لأنه يعتقد أنه الذي صنعها وهو الذي يدمرها)وقتل كل سكانها لنقلهم الي هذا الواقع الافتراضي.بعد انهاء القضية 59 والقضاء عليه وتدمير واقعه الافتراضي (عن طريق الدخول الي هذا الواقع عن طريق خوذات مشابهة للتي استعملها هذا العالم، ثم حصاره وقتله انتقاما لفرانك«الذي قتله العالم عن طريق أحد عملائه لأنه حاول ايقافه» ولجميع ضحايا الانفجار النووي)، ويقيم الفريق الجنازة علي فرانك، ثم يصل أحد عملاء المكتب the bureau (مؤسسة شرطة دولية خيالية)يطلب انضمام اللاعب الي هذه المؤسسة فيقوم الفريق بوداع اللاعب ثم ينتقل الي الموسم الثالث.

## الموسم الثالث: انقذ العالم
بعد وصول اللاعب الي مؤسسة الشرطة العالمية يتم تعيينه كعميل تحقيقات في المكتب، ويرافقه في التحقيقات طوال هذا الموسم الشخصيات: جاك أرتشر وكارمن مارتينيز وميشيل زيورا كعملاء تحقيقات، لارس دوجلاس كأخصائي تحاليل وزوجته أنجيلا كطبيبة شرعية، مارينا رومانوفا كمحللة جنائية، جوناه (يونس)كرم كخبير متفجرات، إلييوت كلايتون كخبير تقنيات، إنجريد بيجورن كسكرتيرة المكتب، أرماند دوبونت كمؤرخ، جريس ديلاني (من الموسم الأول) كطبيبة شرعية (بعد القبض علي أنجيلا لاكتشاف أنها جاسوسة تعمل لحساب sombra)، وإليزابث ريبلي كرئيسة المكتب.يقوم اللاعب مع هذا الفريق بحل سلسلة من جرائم القتل (عددهم 56 في هذا الموسم) عبر العالم أجمع (ينقسم الي 9 مناطق«يمكن أن تنقسم القارة الواحدة لأكثر من منطقة» لكل منطقة حكاية يتم التحقيق فيها بعد امساك القاتل أيضا).ويركز هذا الموسم عن تنظيم اجرامي دولي«خيالي»(اسمه sombra، وهي كلمة أسبانية معناها الظل) يسعي للسيطرة علي العالم من خلال عملياته وفروعه في معظم الدول وعن طريق الإيقاع بين الدول الكبري لجر العالم لحرب عالمية جديدة يكون هو الرابح الوحيد من ورائها.بعد انهاء القضية 56 والقضاء علي sombra والإمساك برئيسهم وافشال خطتهم لايقاع حرب عالمية، لكن في أثناء الإمساك بالقاتل، تقوم باطلاق النار علي اللاعب فيتلقي أرماند عنه الضربة في صدره، فيسارعون بارساله للمستشفي، ويتم تكريم أعضاء الفريق (ماعدا أنجيلا المقبوض عليها، ميشيل التي قتلت في قضية سابقة، أرماند الذي في المستشفي) من قبل الأمم المتحدة، ثم يذهبو لزيارة أرماند ليعطوه وسامه، فيوصي أرماند (وهو علي فراش الموت) اللاعب وجاك أن يبحثو عن مذكرات جده تشارلز الذي كان يعمل مخترعا في بدايات القرن العشرين وكيف أنه قابل محققا شخصيته مثل شخصية اللاعب، ثم يموت، وبعد ان اقام أعضاء الفريق عليه الجنازة، ويجد اللاعب المذكرات ينتقل للموسم الرابع (بأن يتخيل نفسه مكان هذا المحقق، أو أن هذا المحقق الذي يتحدث عنه تشارلز هو جد اللاعب).

## الموسم الرابع: ألغاز من الماضي
يبدأ في بدايات القرن العشرين وبالتحديد في بلدة كونكورديا (الخيالية) عندما يستقبل تشارلز دوبونت (جد أرماند) هذا المحقق الغامض (اللاعب أو أحد أسلافه) في ميناء كونكورديا ويرحب به كعضو جديد في فرقة كونكورديا الطائرة (سميت بالطائرة لانها تعمل في منضاد، وهي مستقلة عن قسم شرطة كونكورديا الغارق في الفساد)، ويرافق اللاعب طوال هذا الموسم الشخصيات: مادلين أومالي وإيزاك (اسحق)بونتمبس كمحققين، تشارلز دوبونت كمخترع، ريتشارد ويلز كطبيب شرعي، روز زاو كخبيرة متفجرات، إيفي هوللواي ك (مؤرخة أو مسؤولة أرشيفات)، فيولا بيمبيرتون كأخصائية تحاليل، دييجو دل لوبو كمستشار جنائي (مثل خبير علم نفس الجريمة في المواسم السابقة)، وأرثر رايت كرئيس الفرقة الطائرة. يقوم اللاعب مع هذا الفريق بحل سلسلة من جرائم القتل (عددها 60 في هذا الموسم) عبر المدينة التي تنقسم الي 10 مناطق أو دوائر لكل منها حكاية يتم التحقيق فيها بعد الإمساك بالقاتل في كل جريمة. ويركز هذا الموسم في مجمله عن الفساد المنتشر في قسم شرطة، ومحاولة هذه الفرقة القضاء علي هذا الفساد، وعن عائلة الروشسترز التي تحاول السيطرة علي المدينة (عن طريق نشر الفساد في جمبع القطاعات) وتحويلها الي جمهورية يحكمونها هم.وبعد حل مشكلتهم والإمساك بزعيمهم، يتم قتل رئيس كونكورديا (كورنيلوس كاسلداون) ويتولي بعده المدعي العام (الأسبق) القاضي (الأسبق) نائب الرئيس جستين لاوسون الذي كان رجلا طيبا اثناء عمله كمدعي عام، ووعد باقامة العدل والقضاء علي الجريمة والفساد، لكنه تحول الي ديكتاتور شرير يحكم البلدة بالقمع ويعدم المعارضين وكل من لا يعجبهم حكمه، وأنشأ مؤسسة شرطة سرية لقمع المعارضين واسكات المدنيين، وقام بحل الفرقة الطائرة والقبض علي أعضائها غيابيا (لأنهم هربو منه) ثم تداهم شرطة سرية المنضاد لكن الجميع كانو قد هربو ماعدا تشارلز الذي كان يبحث عن جهازه الذي اخترعه لملاحقة لاوسون، فيخيره الزعيم لاوسون مابين أن يقتله أو أن يعدم زوجته (المحققة مادلين، التي كانت صديقته ثم تزوجا بعد ذلك) وابنه المولود جيورج (أبو أرماند) وبقية زملائه في الفرقة، فيختار أن يقتله، ثم يقوم الفريق بمطاردة لاوسون حتي يصلون الي قمة برج كونكورديا فيطلق عليهم النار عشوائيا (لكنهم كانو يرتدون سترة واقية) فيقوم ايزاك (اسحق) بافراغ مسدسه في صدر لاوسون فيسقط قتيلا، ثم يقيم الفريق الجنازة علي تشارلز، وتكمل مادلين مذكرات تشارلز (الذي مات وقد أوشك ان يكملها، لأنه اراد ان يسجل مغامراته حتي يراها ابنه.)وبطريقة ما ينهي اللاعب الحكاية ويعود الي العصر الحالي وبالتحديد في بلدة grimsborogh (بلدة الموسم الأول) ثم يبدأ الموسم الخامس..

## الموسم الخامس: المؤامرة
يعود اللاعب بطريقة ما الي العصر الحالي في بلدة grimsborogh التي تم إعادة تخطيطها حاليا لتحتوي علي 10 مناطق أو دوائر، فيخبروه بأنه منذ سنة سقط شيء غريب من السماء (يحتمل أن يكون قمر صناعي أو نيزك واكتشف لاحقا أنه نيزك) في غابة البلدة لكن الناس بدأو في نسيان الأمر، ثم يرحب باللاعب مرة أخري بعض أصدقائه القدامي من القسم ويرافقه طوال تحقيقات هذا الموسم الشخصيات: ديفيد جونز (من الموسم الأول) وجلوريا هاياس كمحققين رئيسيين، روبرت ونشستر كعالم معمل، مارتين مينير كطبيبة شرعية، جابرييل هيريرا كمحلل جنائي ومؤرخ، ريتا إيستيفيز كخبيرة متفجرات، أمير ديفاني كمتدرب في المختبر (مساعد لروبرت)، إدواردو راميريز (من الموسم الأول والثاني) كمستشار ميداني، كاثرين تارنر (كينج سابقا، فهي حفيدة رئيس القسم الأسبق صمويل كينج، لكنها تزوجت من أليكس الذي كان صديقها في الموسم الأول وحلت محله في قسم الشرطة) كخبيرة تقنيات، ودايني باركر كرئيسة جديدة لقسم الشرطة، ويقوم اللعاب مع هذا الفريق بحل سلسة من جرائم القتل (عددها 60 في هذا الموسم)..هذا الموسم في مجمله يركز علي هذا الجسم الغريب الذي سقط من السماء، والذي تبع سقوطه زلزال ضرب المدينة ونتج عنه العديد من المفقودين، ثم تم اكتشاف ان هذا الجسم يتواجد عند شركة DreamLife دريم لايف للتقنيات، والتي افتتحت في السنوات الأخيرة علي يد عبقرية شابة تدعي روزيتا بيير، مما دفع الفريق للتحقيق بشأن تلك الشركة، وأسفرت التحقيقات (التي كلفت الفريق حياة روبرت، فهم أرسلوه كجاسوس الي داخل القبة لكنه تم اكتشافه وتسميمه من قبل أحد موظفي دريم لايف)ان دعاويهم بأن هذا الجسم قمر صناعي هي دعاوي كاذبة لتضليل العامة، وان هذا الجسم في الحقيقة نيزك، ويحتوي على عنصر «البرزيليوم» النادر جدا، وأن تلك الشركة أخذت النيزك ووضعته في مبني مقرهم الذي يشبه القبة ووضعت عليه الحراسة المشددة نظرا لأنهم يعملون بالداخل علي إنتاج مخدر «البروتوزان» الذي يتحكم بعقول من يتعاطاه ويجعلهم كالروبوتات ينفذون ما يؤمرن به، وأن هؤلاء المفقودين من الزلزال تم خطفهم لإجراء تجارب البروتوزان عليهم، مما أدي لوفاة الكثير منهم، واكتشفو أن الشركة تخطط لنشر المخدر في المدينة للتحكم بعقول الجميع، لذلك تم القبض علي روزيتا وإغلاق دريم لايف نهائيا، اقترح رئيس المدينة تسليم القبة الي «سارا»، وكالة أبحاث الفضاء والملاحة الجوية.ثم بدأت الشرطة التحقيق في شخصية روزيتا وماضيها والدوافع التي جعلتها تنشئ دريم لايف، وتم اكتشاف أنها كانت عضوة في جماعة سرية أثناء دراستها الجامعية تسمي Ad Astra، وتعني باللاتينية نحو النجوم،
وأن تلك الجماعة تكونت من خمسة أفراد سمو أنفسهم بأسماء الابراج «كاسيوبيا، فرساوس، أندروميدا، فورناكس، أوريون»،
وسيطرت عليهم أيدولوجية أن ذوي الميزات من حقهم أن يسطيرو علي الآخرين الذين يسمونهم «القطعان».بعد ذلك تحول مسار الفريق الي التحقيق بشأن أد أسترا ومحاولة اكتشاف هوية الأربعة الآخرين، واكتشفو هوياتهم وكيف انهم وصلو بالفعل الي السيطرة في كل القطاعات، فهم: جو وارين، نائب العمدة السابق والذي استطاع الوصول الي سدة الحكم بعد تدبيره مؤامرة لمقتل العمدة السابقة مارثا برايس، وكريستيان باتمان، رجل الأعمال الثري الذي يمتلك العديد من كبري الشركات الرأسمالية، وجوليا براين، التي تمتلك أكبر شركة زراعية في المدينة وحاولت نشر البروتوزان عن طريق المحاصيل الزراعية، ولويس ليروكس، الذي يحتل مكانة جيدة في أهم وكالة اعلام في المنطقة، لكنهم لم يتمكنو من القبض علي وارين لعدم وجود أدلة كافية، مما مثل لهم أعظم فرصة للقيام بأنشتطهم، برغم ان جوليا وروزيتا تم القبض عليهما، الا ان الفريق كشفو ان أد أسترا ينوون علي شيء متعلق «بتعزيز السلالة البشرية» وعن «العملية سوبرنوفا»، لكن بعد مقتل لويس ليروكس، وهروب جوليا وروزيتا ولحاقهم بالآخرين، اكتشفو فعلا أن أد أسترا نجحو في الحصول علي مصل للانسان الخارق، وأن كلا من الأربعة اكتسب قوة خارقة، ف روزيتا اكتسبت قوة الصواعق الكهربية، وباتمان اكتسب قوة التجميد، وجوليا اكتسبت قوة بخ غازات سامة، ووارين اكتسب قوة التحريك العقلي، ولكنهم في الأصل هربو لان هناك متآمر أكبر كان يدعمهم والآن تخلي عنهم وأصبح يريد قتلهم بأي ثمن، وتحول مسار التحقيق الي محاولة اكتشاف هذا المتآمر، اتضح ان هذا المتآمر هي «دينيس دانيالز» مديرة وكالة الفضاء «سارا»، وانها في الحقيقة أم روزيتا، استنسختها في انابيب الاختبار عن طريق نسخة من ال DNA الخاص بها، وكيف انها هي التي حرضت روزيتا علي بناء القبة وتكوين البروتوزان، فقط لأنها مهووسة بتعزيز السلالة البشرية، وكيف أنها هي من وراء التجارب علي البشر، وانها نجحت في تحقيق الهدف الرئيسي من وراء تلك التجارب وهو تحويل من تجري عليهم التجارب الي آلاف المستنسخين من«البشر الجدد» عن طريق نسخ واعادة تشفير وتعديل الDNA خاصتهم، لجعلهم أكثر مناعة ضد الضربات والهجمات وأكثر طاعة لها، وأنها هي من صنعت مصل الإنسان الخارق ولكن اد أسترا استطاعو سرقته عن طريق ليروكس، لذا دبرت مؤانرة لقتله، وأرادت قتل بقية أد أسترا، واكتشف الفريق ان هؤلاء المستنسخين لايمكن هزيمتهم الا بقوي خارقة كالتي مع أد أسترا رغم أنها من دعمتهم سابقا.لكنهم اكتشفو ان المصل الخارق يقتل من يتعاطاه تدريجيا، لذا فان أد أسترا ميتين لامحالة، وتم أيضا اكتشاف ان دينيس تخطط لاستخدام قلب النيزك لعمل زلزال عملاق أكبر من الأول ليدمر المدينة لكي تجعل فقط المستنسخين خاصتها فقط هم الذين ينجون نظرا لمناعتهم، وبالتالي تجعل من نفسها «شبه إلهة» كما زعمت. عند ذلك رأي أعضاء اد أسترا الباقين علي قيد الحياة (وهم وارين وروزيتا وجوليا) انه لابد من مواجهة دينيس هي والمستنسخين، ولكن دينيس استطاعت قتل ابنتها روزيتا باطلاق النار عليها، وأطلقت سراح المستنسخين الجدد من الأنابيب ليهجمو علي المدينة ويخربوها ثم هربت، وقام المستنسخين بتفجير القبة مما ادي لموت جوليا أيضا، فقط وارين نجا بفضل قوة التحريك العقلي، ثم يفاجئ الفريق بأن دينيس قد قتلت علي يد مساعدها الشخصي، والذي اعترف انه أيضا من المستنسخين، وليس حقيقيا، وانه قتلها لكي يحرر المستنسخين الآخرين من سيطرتها وليستطيع قيادتهم هو، لكنهم لم يستطيعو القبض عليه لانه هرب، وازدادت قوة المستنسخين واعمالهم التخريبية الاجرامية لدرجة رهيبة، واكتشف أمير (الذي تسلم رئاسة المعمل بعد مقتل روبرت سابقا) ان قوة أد أسترا لم تعد كافية لدحرهم، ولابد من أخذ المزيد من المصل (الذي نجح الفريق في ايجاده ومعرفة تركيبه) لايقافهم، لكن بشرط ان من سيأخذ تلك الكمية الهائلة من المصل، سيموت بعد ساعة واحدة فقط.وتطوع وارين للقيام بهذه المهمة، لانه ادرك انه ميت لامحالة من المصل الذي اخذه سابقا، وتكفيرا عن خطاياه وخطايا الأربعة الآخرين الذين ماتو، لكن جسمه لم يتحمل الطاقة الهائلة ومات لحظتها، فكر الفريق في حيلة..هي بث فيديو مفبرك لمساعد دينيس يدعو فيه جميع المستنسخين الي الاجتماع في سفح التل، بثه في جميع انحاء المدينة عبر الشبكات، وبالفعل تجمع جميع المستنسخين في سفح التل، ولكن الفريق أخذو يتشاورون علي من يتطوع لمهمة أخذ الكمية الهائلة من المصل، لكن ريتا ضحت بنفسها وأخبرتهم بانها من ستأخذ المصل، وأخذته واخترقت صفوف المستنسخين المتجمعة في سفح التل لتحاربهم، لتنفجر بسبب قوة المصل، ميتة قاضية معها علي جميع هؤاء المستنسخين...وبعد اقامة الجنازة علي ريتا علي شرف كل من ماتو جراء التجارب أو علي يد النسخ، وبعد خمسة أشهر من تلك المعركة، وبعد سلسلة من الاخبار السعيدة مثل استلام إدارة «سارا» مديرة جديدة وعدت باعادة ثقة العامة الي «سارا»، واقامة انتخابات لاختيار عمدة جديد..وتنظيف موقع القبة...الخ، وفي أحد الايام بينما كان الفريق في حفل زواج أمير، تم اخبارهم بان شخص ما في انتظارهم في مقر الشرطة، الذي كان جاك أرتشر (محقق المكتب العالمي من الموسم الثالث «سابقا») الذي قدم لزيارتهم من المستقبل من سنة 2029 ممثلا عن قطاع التحقيق الجنائي الزمني طالبا ضم اللاعب الي هذا القطاع، قائلا له أن المستقبل في حاجة اليه.

## الموسم السادس: سافر عبر الزمن
بعد سفر اللاعب مع جاك الي 2029 وانضمامه الي قطاع التحقيقات الجنائية الزمني المتفرع عن وكالة الاستكشافات الزمنية، سيقوم في هذا الموسم بحل جرائم عبر العالم، وعبر الزمن أيضا، ويرافقه من فريق قطاع التحقيقات: إيمي يونج (من الموسم 2)كمشرفة للفريق، جاك أرتشر (من الموسم 3)وزارا تيان كعملاء تحقيقات، أورلاندو أوريدلافي كمؤرخ، بينيلوب سيج كمساعدة مؤرخ، ثيودور مون كأخصائي تحاليل، جانيس ريفرز كطبيبة شرعية، كاي مالانو كخبير تقنيات، مارينا رومانوفا (من الموسم 3)كمحللة جنائية، وكريستوفر سكوت كمدير وكالة الاستكشافات.سيقوم اللاعب بحل عدد من القضايا (عددها 31 في هذا الموسم) عبر الخريطة الزمنية المقسمة الي 7 عصور هي:
1. العصور القديمة (الفترة مابين 46 ق.م و 10 ميلادية): وحكايتها تدور حول حدوث خلل (يشتبهون ان شخصا ما سافر عبر الزمن وقام متعمدا بتغيير التاريخ)في التاريخ وحدوث بعض الأحداث الهامة قبل/بعد ميعادها الفعلي مثل مقتل يوليوس قيصر، ومحاولة الوكالة ايقاف بعض الاحداث الأخري التي ترتبت علي هذا الخلل ولم تحدث أصلا في التاريخ الأصلي مثل عزم أغسطس قيصر علي تدمير مصر بالكامل.وأيضا استنجاد خادمة من خادمات كليوباترا اسمها نبت بهم واختباءها علي آلة الزمن دون علمهم.في النهاية بعد نجاحهم في اصلاخ الخلل واستعدادهم للرجوع الي 2029، يحدث عطل في آلة الزمن مما يؤدي الي هبوطها عشوائيا في الولايات المتحدة زمن الحرب الباردة، في عام 1969.
2. ستينيات القرن العشرين (بالتحديد سنة 1969): وتدور حكايتها حول مفاجأتهم بوجود نبت معهم علي الآلة، لكنها عرضت عليهم ان تساعدهم في عملهم وترجتهم ألا يعيدوها لزمنها ووافقو لانهم لم يستطيعو ارجاعها لزمنها اساسا بسبب عطل آلة الزمن وتم قبولها للعمل مع الفريق كمساعدة محقق.و اكتشاف حقيقة عطل الآلة، وأن شخصا ما فعلا قام بالتخريب المتعمد لها، وان هذا الشخص يحتمل ان يكون هو المسؤول عما حدث في العصور القديمة، ومحاولتهم اصلاح الآلة للعودة الي 2029 مرة أخري، ولكن يكتشفون ان تغييرا آخر في التاريخ قد حدث، مما أدي لوقوع بعض أبحاث ليوناردو دافنشي(وهي أحد المراحل الأولي لتطور ابحاث السفر عبر الزمن) في أيدي اشخاص من غير المفترض ان تكون معها، وعلي هذا فيستحيل اصلاح الآلة بالكامل من دون هذه الأبحاث (لانها هي الاساس التاريخي، فبالتالي الابحاث التي تلتها ستختفي من الوجود).فيقررون الذهاب لعصر النهضة لمقابلة ليوناردو نفسه واسترجاع الابحاث.
3. عصر النهضة: وتدور حكايته حول محاولة الفريق مقابلة ليوناردو دافنشي لاسترجاع ابحاثه، وبعد نجاحهم يعودون أخيرا الي الحاضر في سنة 2029.
4. الحاضر المتغير: بعد عودتهم الي 2029 يكتشفون أن التاريخ قد تغير تماما وأن الحاضر تغير تماما...فالسيطرة والحكم في يد «البطالمة الجدد»، وهو حكم ديكتاتوري حول الحاضر الي ديستوبيا، وحيث لايوجد سفر عبر الزمن كما يروج الاعلام البطلمي (لكن السلطات فعليا تمتلك تكنولوجيا السفر عبر الزمن وتخفيها عن العامة) فيتخفي الفريق خوفا من القبض عليهم ويعملون مع المقاومة في الخفاء، ويكتشفون الحقيقة الكاملة، أن نبت اسمها الحقيقي نفرتيتي وانها هي ابنة رمسيس الثالث والأربعين (الذي يحكم إمبراطورية البطالمة الجدد، وهو من أحفاد كليوباترا ومارك أنتوني) وانها كانت مرسلة الي العصور القديمة للتجسس علي الفريق وتغيير التاريخ (حتي يصل أحفاد كليوباترا للحكم في المستقبل.فرمسيس الثالث والاربعين وعائلته ومسئولي امبراطوريته كانو أناسا عاديين في التاريخ الأصلي لكنهم أرسلو نبت وبعض حلفائهم لتغيير التاريخ مما أدي بهم للوصول للحكم في 2029)بمساعدة أمون باست (وهو يحتل منصبا كبيرا في الامبراطورية وهو المسؤول عن تخريب آلة الزمن)، في النهاية، بعد اعتقال الفريق داخل الهرم (القصر) الخاص برمسيس الثالث والأربعين، يجدونه قد تم قتله، ويكتشفون ان نفرتيتي (نبت) ابنته هي من قتلته لأنه كان ينوي ابعادها عن عاصمة الامبراطورية البطلمية تماما حتي يسلب سلطاتها ولا تنازعه في الحكم، عندها هددت نفرتيتي الفريق وطلبت منهم رمي التهمة علي المقاومة لتتمكن من اعدام أعضائها والا ستأمر بقتل الفريق، ولكنهم يسرعون ويخبرون «شبكا» أمها بأن نفرتيتي هي القاتل الحقيقي، لتأمر شبكا بنفي نفرتيتي الي جزيرة بعيدة.وتأمر باعدام الفريق، ولكن بمساعدة أحد جواسيس المقاومة داخل الهرم، يتمكن الفريق من ايجاد المكان الذي تخبئ فيه الحكومة البطلمية آلات الزمن، فيتمكنون أخيرا من الهرب من الحاضر الديستوبي هذا باستخدام آلة زمن سرقوها من المخبأ.
5. عصر الاستكشاف: بعد هروب الفريق من الحاضر المتغير، يقررون السفر الي فترات معينة من التاريخ التي أحدث أمون فيها أكبر تغيير، وذلك لمنع النسخة الماضية من امون من تغيير التاريخ، فسافرو الي عصر الاستكشاف لمنع التغييرات التي أجراها أمون (أمون في عصر الاستكشاف وآسيا الوسطي والنهاية هو نسخة ماضية من أمون، أي انه أمون العادي الذي ليس له سلطة، وذلك لان الفريق سافر الي الماضي قبل سيطرة البطامة الجدد علي الحاضر فحدث هذا التناقض) في تاريخ ذلك العصى.في النهاية يكتشفون بأن أمون قد سافر ومعه أسلحة وبنادق من عصر الاستكشاف (القرن السابع عشر) الي آسيا في القرن الثالث عشر لاعطاء هذه الأسلحة المتطورة (بالنسبة للقرن ال13) للامبراطورية المغولية، وكسب ود حكامها ليجعلونهم يقومون ببعض الأحداث التي لم تحدث في التاريخ الأصلي مما سيؤدي الي فشل خطة الفريق وبقاء التاريخ متغيرا وبقاء البطالمة الجدد في الحكم في الحاضر.
6. آسيا في العصور الوسطي (وبالتحديد في القرن الثالث عشر): يسافر الفريق الي الامبراطورية المغولية في القرن الثالث عشر لايقاف النسخة الماضية من أمون ومنعه من تغيير التاريخ، في النهاية يكتشفون أن امون قام بقتل سانتياجو سانشيز (رحالة أوروبي وحليف استراتيجي لأوقطاي خان، حاكم المغول في هذا الوقت)، لالقاء التهمة علي الصينيين، ليعلن أوقطاي الحرب عليهم، فيقوم أمون باعطاء الاسلحة المتطورة له لمحو الصين من الوجود والقيام بأحداث أخري لم تحدث في التاريخ مما يهدد بكارثة تاريخية.لكن الفريق أخيرا يتمكنون من كشف حقيقة مقتل سانتياجو للخان، مما يؤدي باوقطاي خان الي الغضب من أمون واعدامه بقطع رأسه لانه خانه وقتل حليفه.(هذا يؤدي في المستقبل الي اختفاء التاريخ المتغير واختفاء إمبراطورية البطالمة الجدد بسبب تدخل الفريق في التاريخ وتمكنهم من منع أمون من تغيير التاريخ).بعدها يفكر الفريق..ماذا لو تمكنت النسخة الاقدم من أمون والتي سافرت الي العصور القديمة (أمون العادي سافر الي فترات مختلفة من الاقدم للأحدث لتغيير التاريخ)من العودة مرة أخري وتغيير باقي العصور؟لذا يقررون المخاطرة والسفر الي زمن أول قضية استكشفوها في العصور القديمة..مقتل يوليوس قيصر في مصر في غير مكانه ولا ميعاده سنة 46 ق.م،(برغم من ان هذا يمكن ان يحدث تناقض إذا قابلو النسخ الماضية من أنفسهم والتي كانت تحقق في مقتل قيصر قبل ميعاده)، ليقومو بالقبض علي النسخ الماضية من أمون قبل ان يغير التاريخ، ونبت (نفرتيتي) قبل ان تخدع الفريق.
7. النهاية (وتحدث في منطقة العصور القديمة وبالتحديد في زمن أول حلقة في الموسم، سنة 46 ق.م، وهي عبارة عن حلقة (قضية) واحدة فقط): عندما يسافر الفريق الي مصر القديمة في 46 ق.م، يتم ايجاد النسخة الماضية من نبت (نفرتيتي) مقتولة، وأثناء التحقيق، يتم ايجاد النسخة الماضية من أمون أيضا مقتولا بنفس الطريقة التي قتلت بها نبت..بعد التحقيق يكتشفون أن القاتل هي الكاهنة العجوز«تخت وابت»، ويجدونها تختفي تدريجيا من الوجود، واعترفت لهم بأنها هي نفسها نبت (نفرتيتي) ولكن من العام 2060، وأنها عرفت خلال فترة نفيها المعاناة التي سببتها هي وأسرتها وأمون للعالم من خلال تغيير التاريخ وايقاع 2029 في ديستوبيا، وتذكرت الفترة التي عملت فيها مع الفريق، وكيف أنها أدركت مدي أهمية نشر العدالة، لذا قررت ايقاف كل هذه الفوضي التي حدثت واقتلاعها من جذورها وذلك بسفرها للعصور القديمة وتنكرها في كاهنة لتتمكن من الوصول لنبت (حيث ان نبت خادمة لكليوباترا)، وقتلها للنسخة الماضية من أمون، ومن نفسها، برغم انها تعلم ان ذلك سيؤدي لاختفاءها من الوجود، لكنها في الأخير اعتذرت لهم وقالت بأنها لابد ان تضحي بنفسها من أجل حاضر أفضل للعالم، ثم ودعتهم قبل ان تختفي تماما من الوجود...بعد ذلك يقوم الفريق بمحو آثار التغيير، وتفجير المخبأ السري الذي بناه أمون في العصور القديمة كمنطلق لعملياته، قبل أن يتحدو جميعا ويعودون ل2029 ليجدو التاريخ قد تم استرجاعه أخير، بلا بطالمة جدد أو غيرهم...

## وصلات خارجية
http://www.criminalcase.com
(الموقع الرسمي للعبة)

http://criminalcasegame.wikia.com/wiki/Criminal_Case_Wiki?useskin=oasis
(الويكي الكاملة للعبة باللغة الإنجليزية علي موقع فاندوم).